# Bourg-Saint-Christophe
Bourg-Saint-Christophe là một xã ở tỉnh Ain, vùng Auvergne-Rhône-Alpes thuộc miền đông nước Pháp. It is located between the towns of Meximieux, Pérouges, and Béligneux.